# Fragolina Dolcecuore

Titolo italiano ufficiale di "Lina Fragolina", erroneamente chiamata sul web "Nina Fragolina".

Fragolina Dolcecuore o Lina Fragolina (Strawberry Shortcake) è un personaggio immaginario, i cui diritti appartengono alla American Greetings, originariamente utilizzato in alcune cartoline di auguri, ed in seguito apparso in linee di poster, giocattoli ed altri prodotti. La proprietà di Fragolina Dolcecuore include anche una linea di personaggi e cuccioli legati a quello principale.
Nel 2003 e nel 2010 sono state prodotte due nuove serie televisive omonime ispirate al personaggio (Fragolina Dolcecuore, serie animata del 2003; Fragolina Dolcecuore, serie animata in CGI nel 2009-10), entrambe remake di una serie originale degli anni ottanta del XX secolo, che aveva per protagonista la stessa.
Nel 2005 è stata realizzata anche una serie live-action in Argentina, dov'era interpretata da Laura Anders, andata in onda sul canale El Nueve.

## Personaggi

### Protagonista
- Fragolina Dolcecuore, la ragazzina protagonista con il vestito rosso fragola.

### I suoi amici
- Pandolce: ha l'hobby di realizzare torte sofisticate. Il suo animale da compagnia è un'agnellina di nome Vanillina.
- Zenzerella: un'inventrice capace di costruire oggetti in men che non si dica. Vive all'interno di una fabbrica di dolci costruita da lei stessa. Il suo animale da compagnia è uno scoiattolo di nome Ciocolicchio.
- Arancina: cura un'intera piantagione di arance. Il suo animale da compagnia è una farfalla di nome Marmellata.
- Lino Mirtillo: un ragazzino che passa le sue giornate pescando o andando in skateboard. Il suo animale da compagnia è un ranocchio di nome Salterino.
- Pasticcina: è una gattina rosa parlante che abita da Fragolina. Certe volte è un po' snob, ma in realtà è molto buona. Anche se a volte Biscotto la fa diventare matta, Pasticcina gli vuole molto bene. Soffre di vertigini.
- Biscotto al Pistacchio: un cagnetto bianco con macchie a forma di cuore blu. È stato adottato da Fragolina mentre vagava da solo in una notte tempestosa.
- Miele: una puledra chiacchierona, irrequieta, curiosa, golosa e vanitosa. Quando si annoia si lamenta di continuo, ma nonostante ciò ha un buon carattere.
- Melina: nell'adattamento italiano è la sorellina minore di Fragolina. Nella versione originale Fragolina le fa da baby-sitter, ma non sono parenti. Il suo animale da compagnia è una paperella gialla di nome Gongolona.
- Liquirizio:
- Sorbetto:
- Delizia:
- Calipso:
- Focaccina al Mirtillo: si è trasferita da poco a Fragolandia, il suo hobby è leggere libri.
- Crepe Suzette: vive in Francia e vuole fare la stilista. Il suo animale da compagnia è un esuberante barboncino francese di nome Delice. Pasticcina ha il terrore di quest'ultimo.
- Fiocco di Neve: vive al Polo sud. Il suo animale da compagnia è un pinguino viola di nome Ghiacciolino.
- Mandarinella: vive in una foresta pluviale. Il suo animale da compagnia è una scimmietta di nome Banana Pongo.
- Fior di Loto: vive in Cina. Il suo animale da compagnia è un panda di nome Marza Panda.
- Golosetta Sfavillante: PPMICS o Principessa Patata del Mondo Incantato Classe Superiore. Si occupa di colorare le fragole di rosso.
- Impacciatina: PPMICS o Principessa Patata del Mondo Incantato Classe Semplice. Vorrebbe passare alla classe superiore, ma la sua grande goffaggine le procura solo guai. Sa parlare ai colibrì.
- Pervinca Fior di Pera: è la direttrice delle fatine delle fragole.
- Fata Regina: sovrana delle fate del Mondo Incantato.
- Torta di Lamponi: è un maschiaccio dai modi rozzi e facilmente irascibile.
- Meringa di Limone: è molto amica di Torta di Lamponi e la segue ovunque.
- Berrykins: minifragole di differenti colori, ottimi ballerini, raccolgono fragole.
- Budino alla Crema: amica di Fragolina, fissata con la danza.
- Cigliegina: è l'amica di Fragolina e i suoi amici ma e un po' sciocca in Pigiama Party e combina guai.
- Fragolino Dolcecuore: è un ragazzino, il fidanzato di Fragolina.
- Uccello di Nocciola: è l'animale da compagnia di Fragolino.
- Cioccino di Cioccolato: Cioccino è il fidanzato di Arancina che lui sa più di lei.
- Torta di Zenzero: è una femminuccia al contrario della sua fidanzata Torta Di Lamponi.
- Faccia Di Pepè: è l'amico di Torta di Zenzero che lo segue ovunque a volte.
- Carotine: è Il fidanzato di Meringa e uno sciocco come a lei ma e un po' diverso ma lo combina Guai.
- Fruttolini Buoni: sono gli amici di Fragolina ma un po' simpatici.
- Fruttolini Cattivi: sono quelli che ammazzano i Fruttolini Buoni.
- Uova Al Bacon: è il tontolone come al solito ama un po' di Fantascienza e un Baccio al Budino alla Crema.
- Cigliegino: è un reporter come Fragolino ma segue il suo Podcast e tante avventure.

### I suoi nemici
- Fior di Menta: è gelosa di Fragolina e cerca di seminare zizzania tra lei e le sue amiche. Il suo animale da compagnia è un camaleonte marrone di nome Camacola. Viene umiliata da Fragolina e i suoi amici che le inveiscono contro e la deridono a lungo per una punizione spietata.
- Gracchio: una cornacchia che fa dispetti e porta scompiglio. Viene sconfitto da Fragolina, furiosa per i suoi scherzi cattivissimi.
- Pasticcio Viola del Monte di Porcospino: è un cuoco cattivo che adopera mezzi illeciti pur di ottenere il suo scopo. Si serve dei corvi per origliare le conversazioni altrui o compiere misfatti. Viene sconfitto e umiliato da Fragolina che lo sgrida, scacciandolo.
- Uva Acidella: è la sorella di Pasticcio Viola. Il suo animale da compagnia è un serpente di nome Ombra Strisciante. Viene sconfitta da Fragolina e i suoi amici.

### Altre apparizioni
- Appare anche negli episodi 10 e 11 dell'undicesima Stagione di South Park
- Appare anche in Le follie dell'imperatore.